# Rhyacophila amabilis
Rhyacophila amabilis is een uitgestorven schietmot uit de familie Rhyacophilidae. De soort kwam voor in de Verenigde Staten.